# Kegyenc fegyenc
A Kegyenc fegyenc (eredeti cím: Big Stan) 2007-ben bemutatott amerikai filmvígjáték, melynek rendezője, producere és főszereplője Rob Schneider. Fontosabb szerepekben Jennifer Morrison, Scott Wilson és David Carradine tűnik fel. 
2008 őszén került mozikba, de az Amerikai Egyesült Államokban közvetlenül DVD-re adták ki 2009. március 24-én. Összességében negatív kritikákat kapott.

## Cselekmény
Stan Minton (Rob Schneider) gazdag ingatlancsaló, akinek van egy Mindy (Jennifer Morrison) nevű felesége. Egy nap bűnösnek találják, mert idős emberektől csalta ki a megtakarításaikat. A tárgyaláson az ügyvédje, Mal (Richard Kind) védi őt. Miután bűnösnek találják és 3 év börtönre ítélik, Perry bíró (Richard Riehle) 6 hónapot ad neki, hogy rendbe tegye dolgait. Stan a börtönbüntetéstől való félelme miatt felbérli a "Mester" (David Carradine) nevű titokzatos tanítót, aki segít neki képzett harcművésszé válni.
Börtönévei alatt Stan összebarátkozik egy Larry nevű idős rabbal és egy rokonszenves börtönőrrel és többet megtud a börtönben kialakult klánokról és bandatevékenységekről. Ezután újonnan szerzett képességeit arra használja, hogy békét és harmóniát teremtsen a börtön udvarán, megfélemlítve rabtársait és megakadályozva, hogy bántsák egymást. Ezzel helyreáll a béke a börtönben, Stan pedig kivívja a tiszteletüket és végül a vezetőjükké válik. A korrupt igazgató, Gasque (Scott Wilson) azonban azt tervezi, lázadást szítva kikényszeríti a börtön bezárását és értékes ingatlanként eladja az intézményt. Stan segít neki az ingatlanügyekben, cserébe a korai feltételes szabadlábra helyezésért. Azonban béketeremtő erőfeszítései veszélyeztetik az igazgató lázadásra vonatkozó tervét, ezért rábeszélik, hozza vissza az erőszakot az intézmény falai közé.
Az utolsó pillanatban lelkiismeret-furdalása miatt szándékosan elszúrja a feltételes szabadlábra helyezési meghallgatást, hogy visszasiessen és megakadályozza rabtársai halálát. Ekkor fedezi fel, hogy a rabok megfogadták pacifista tanácsait és verekedés helyett táncolnak. Gasque igazgató utasítja az őröket, nyissanak tüzet a táncoló emberekre. Amikor azok ezt megtagadják, pisztolyt ragad és veszettül lövöldözni kezd. Gasque igazgató megpróbálja lelőni Mintont, de Mindy és a Mester, akik beosontak, megállítják.
Három évvel később Minton elhagyja a börtönt, amelyet most a rokonszenves őr vezet. Gasque új rab lesz, miután letartóztatták mesterkedései miatt. Stant a börtönön kívül felesége, Mindy Jr. nevű kislánya és a Mester fogadja.

## Szereplők
| Színész             | Szerep                   | Magyar hang      |
| ------------------- | ------------------------ | ---------------- |
| Rob Schneider       | "Nagy" Stan Minton       | Józsa Imre       |
| David Carradine     | A mester                 | Reviczky Gábor   |
| Jennifer Morrison   | Mindy Minton             | Zsigmond Tamara  |
| Jackson Rathbone    | Robbie, a hippi          | Molnár Levente   |
| Scott Wilson        | Gasque börtönigazgató    | Konrád Antal     |
| Sally Kirkland      | Esküdtszék elnökasszonya | Bókai Mária      |
| M. Emmet Walsh      | Lew Popper               | Cs. Németh Lajos |
| Henry Gibson        | Töpszli                  | Versényi László  |
| Kevin Gage          | Bullard                  | Rosta Sándor     |
| Richard Riehle      | Bíró                     | Kajtár Róbert    |
| Salvator Xuereb     | Patterson                | Zöld Csaba       |
| Buddy Lewis         | Cleon                    | Faragó András    |
| Randy Couture       | Carnahan                 |                  |
| Bob Sapp            | Böhöm Raymond            | Schneider Zoltán |
| Brandon T. Jackson  | D`Shaun                  |                  |
| Adam Sandler (hang) |                          |                  |